# Nikola Prkačin

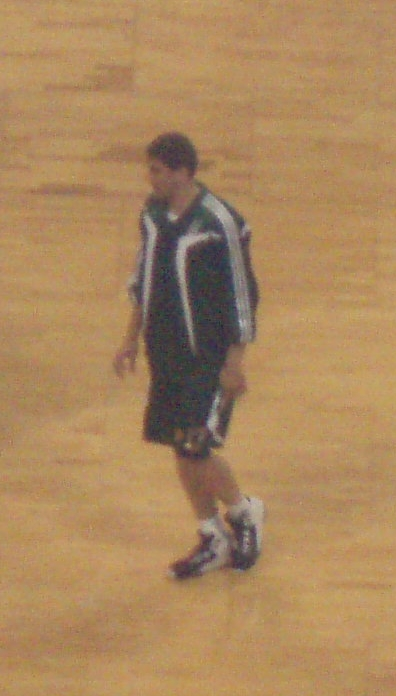
Imagem Nokola Prkačin.

Nikola Prkačin (Dubrovnik, 15 de Novembro de 1975) é um basquetebolista profissional croata, atualmente joga no KK Cibona.

## Carreira
Nikola Prkačin representou a Seleção Croata de Basquetebol nas Olimpíadas de 2008, que ficou em 6º lugar.